# 1031年
| 千纪： | 2千纪 |
| 世纪： | 10世纪 \| 11世纪 \| 12世纪                                                                                 |
| 年代： | 1000年代 \| 1010年代 \| 1020年代 \| 1030年代 \| 1040年代 \| 1050年代 \| 1060年代                           |
| 年份： | 1026年 \| 1027年 \| 1028年 \| 1029年 \| 1030年 \| 1031年 \| 1032年 \| 1033年 \| 1034年 \| 1035年 \| 1036年 |
| 纪年： | 辛未年（羊年）；契丹太平十一年，景福元年，；北宋天圣九年；大理正治五年；越南天成四年；日本長元四年         |

## 大事记
- 辽兴宗继位，改元景福
- 高麗德宗繼位。
- 伊比利半島的後奧米亞王朝（白衣大食）末代哈里發希沙姆三世被罷黜，王朝分裂而陷入諸侯割據狀態。

## 出生
- 沈括

## 逝世
- 7月20日，罗贝尔二世，法国国王（972年出生，59岁）
- 辽圣宗，辽国第六位皇帝（971年出生，60岁）
- 李德明，西夏开国皇帝李元昊之父（981年出生，50岁）
- 高麗顯宗，高麗第八任君主，1010年─1031年在位（992年出生，39岁）
- 姜邯贊，高麗國著名的官員和軍事指揮官，在高麗契丹戰爭中起到了很重要的作用，官至門下侍中，高麗文宗追贈他為守太師兼中書令。